# Sancoale
Sancoale is een census town in het district Zuid-Goa van de Indiase staat Goa. 

## Demografie
Volgens de Indiase volkstelling van 2001 wonen er 15605 mensen in Sancoale, waarvan 54% mannelijk en 46% vrouwelijk is. De plaats heeft een alfabetiseringsgraad van 66%. 